# Malacanthidae
Famille
La famille des Malacanthidae regroupe plusieurs espèces de poissons perciformes. 

## Liste des sous-familles et genres
Selon World Register of Marine Species (8 décembre 2014) :
- sous-famille Latilinae
  - genre Branchiostegus Rafinesque, 1815
  - genre Caulolatilus Gill, 1862
  - genre Lopholatilus Goode & Bean, 1879
- sous-famille Malacanthinae
  - genre Hoplolatilus Günther, 1887
  - genre Malacanthus Cuvier, 1829

## Galerie

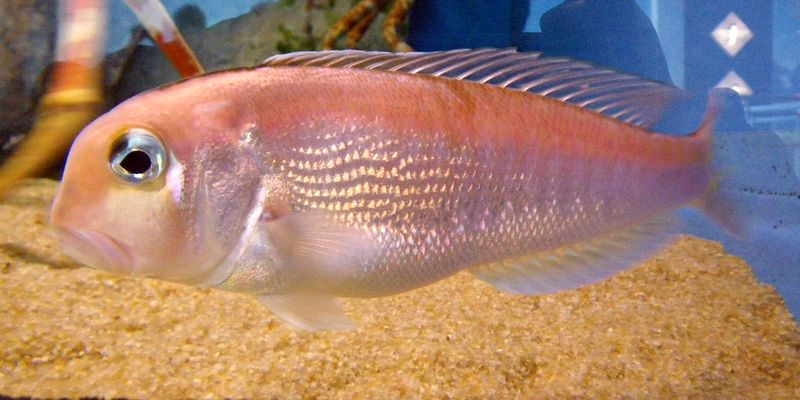
Branchiostegus japonicus
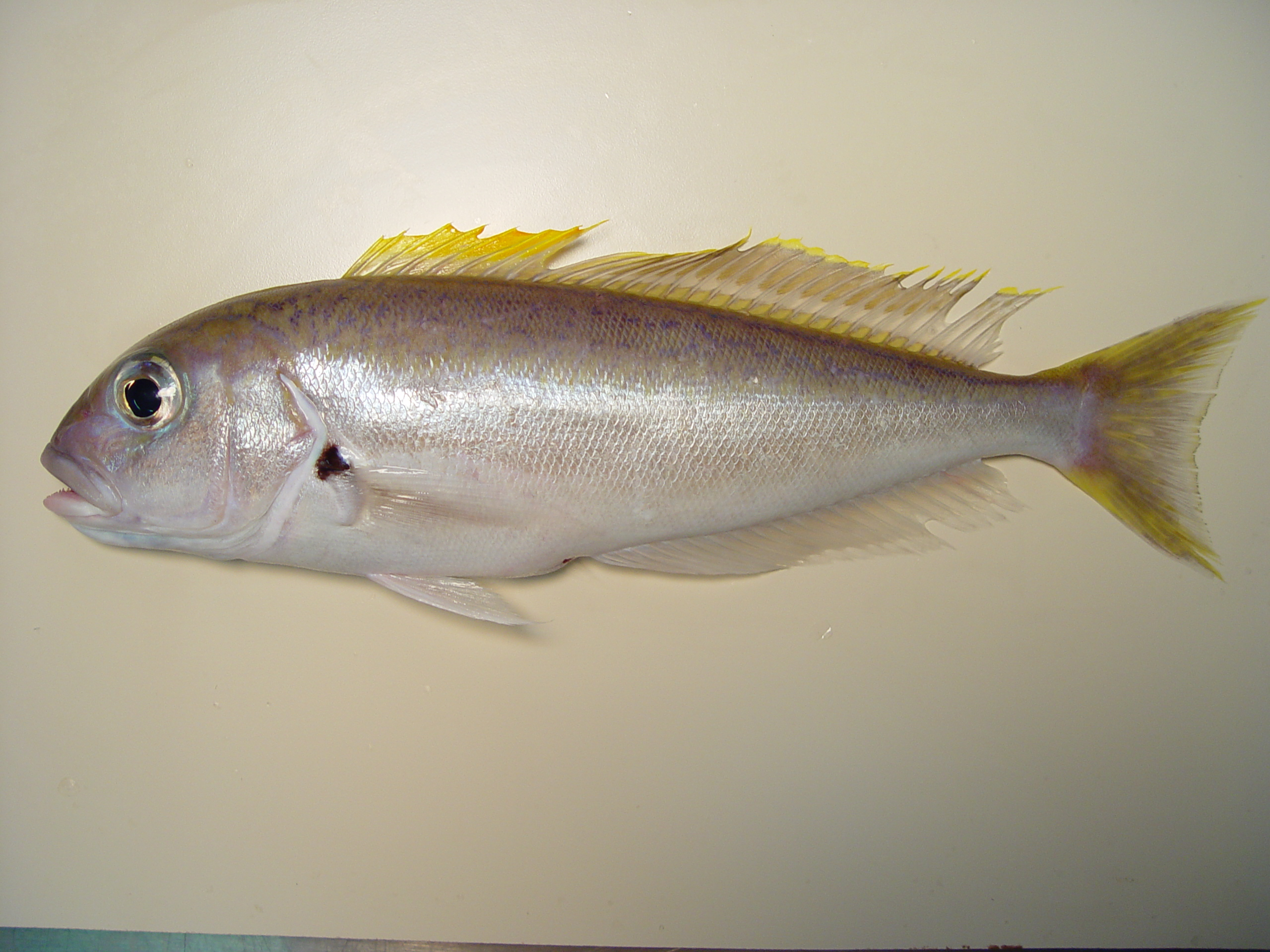
Caulolatilus cyanops
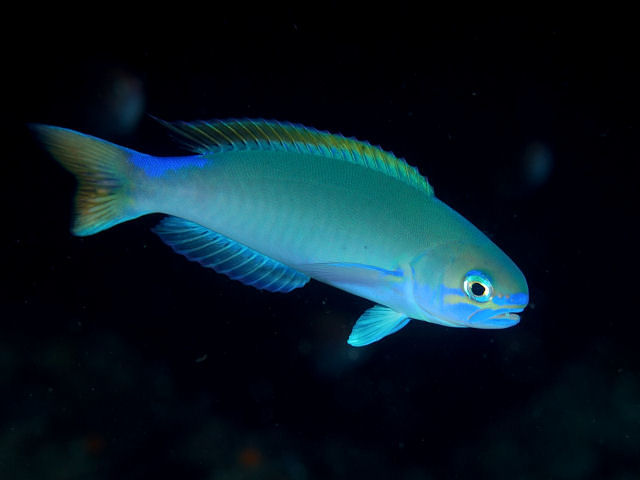
Hoplolatilus randalli
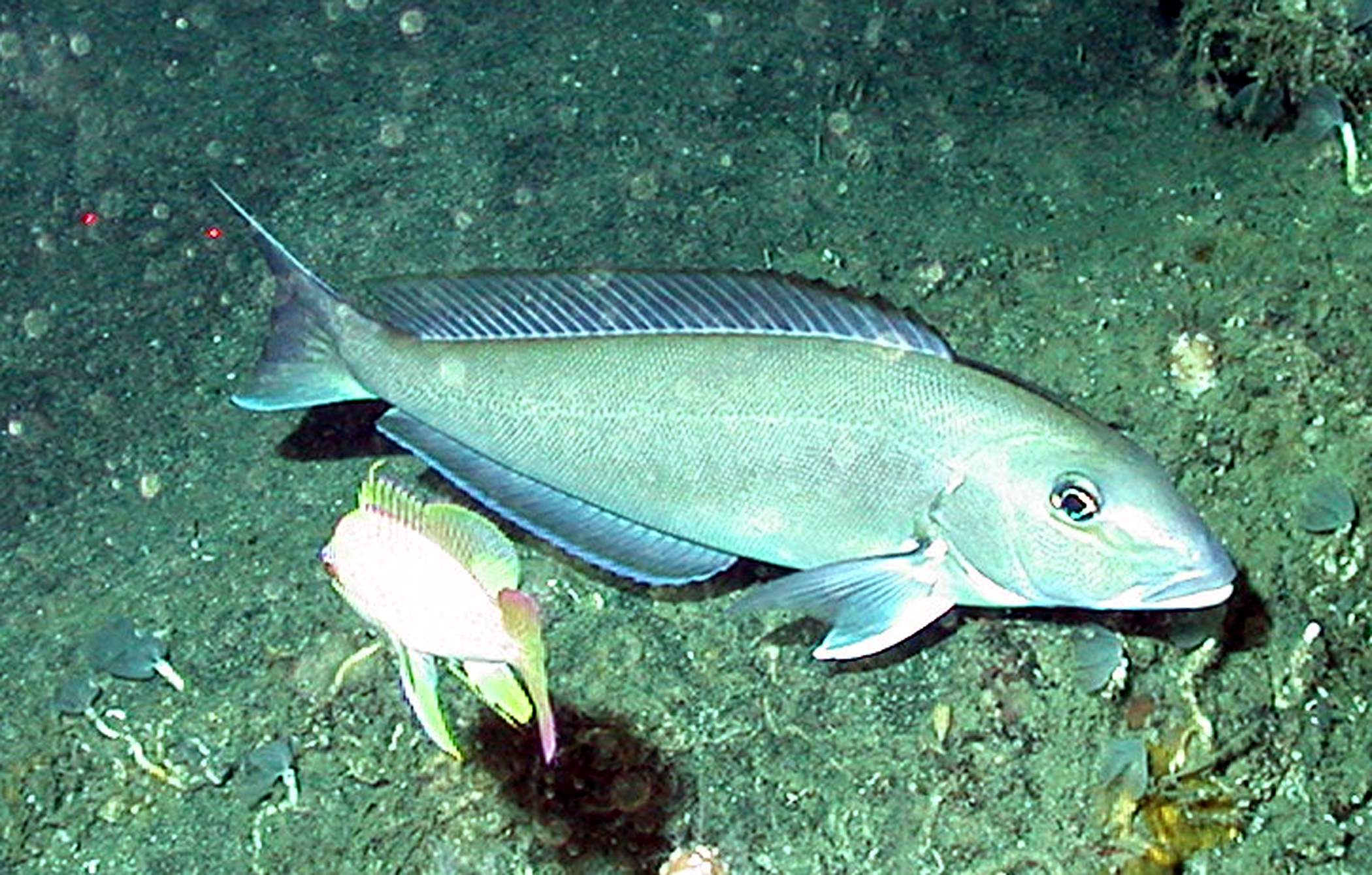
Lopholatilus chamaeleonticeps
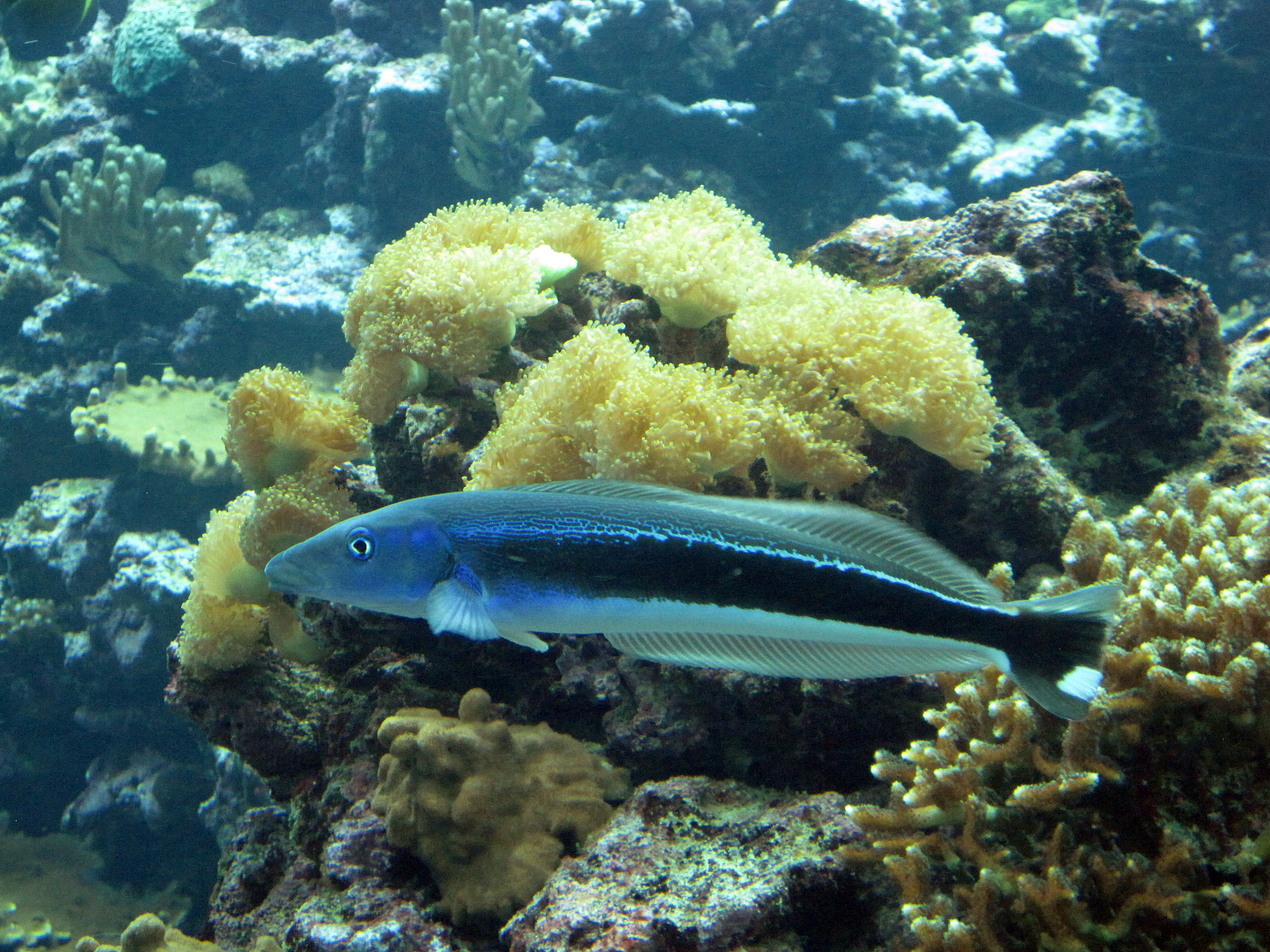
Malacanthus latovittatus